# Myrsine rotundifolia
Myrsine rotundifolia är en viveväxtart som först beskrevs av Carl Christian Mez, och fick sitt nu gällande namn av Brother Alain. Myrsine rotundifolia ingår i släktet Myrsine och familjen viveväxter. Inga underarter finns listade i Catalogue of Life.